# Ober-Ramstadt
Ober-Ramstadt – miasto w Niemczech, w kraju związkowym Hesja, w rejencji Darmstadt, w powiecie Darmstadt-Dieburg.

## Współpraca
Miejscowości partnerskie:
- Cogoleto, Włochy
- Fethiye, Turcja
- Mülsen, Saksonia
- Pragelato, Włochy
- Saint-André-les-Vergers, Francja
- Vermezzo, Włochy
- Zelo Surrigone, Włochy